# Schloss Tüschenbroich

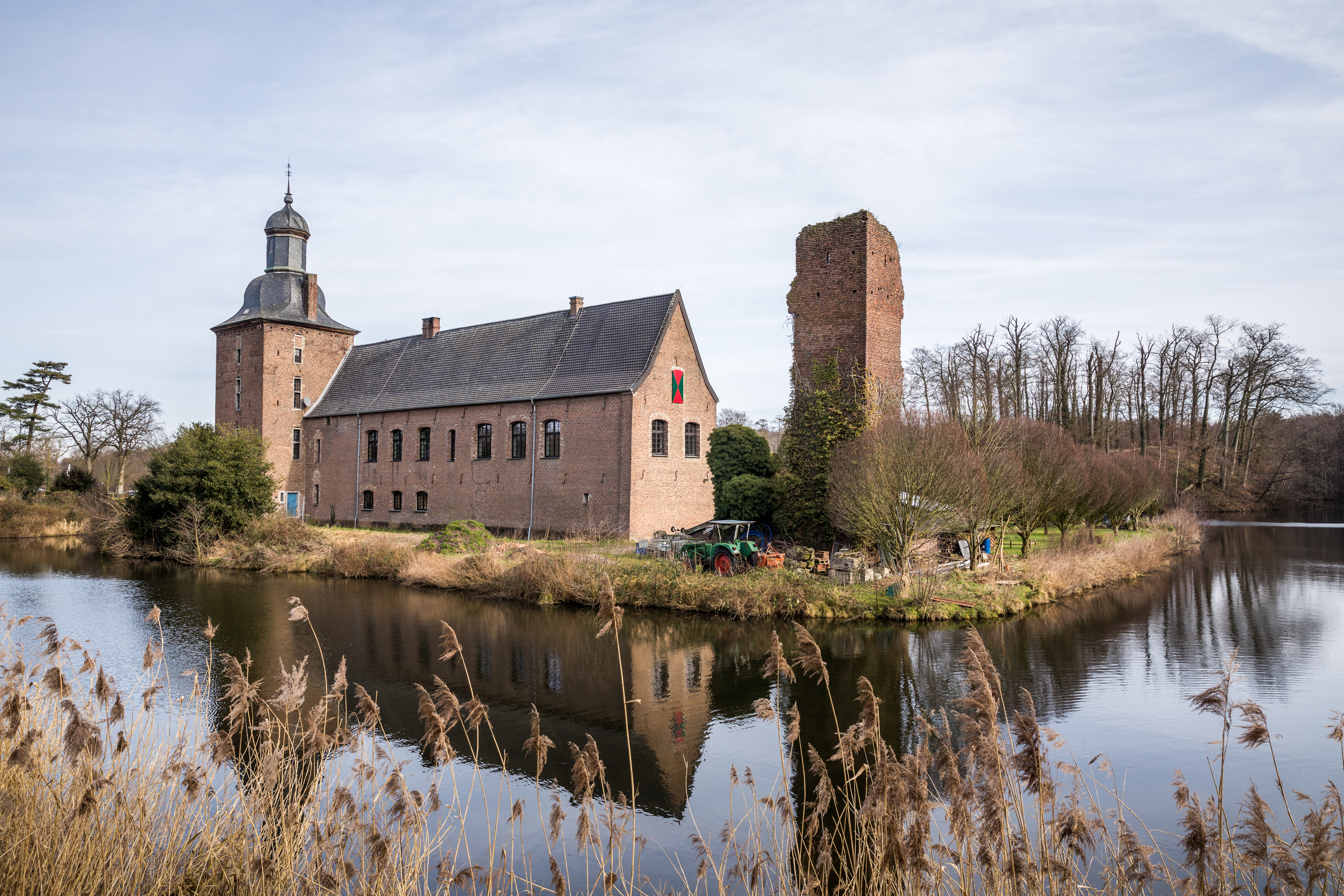
Schloss Tüschenbroich, 2022

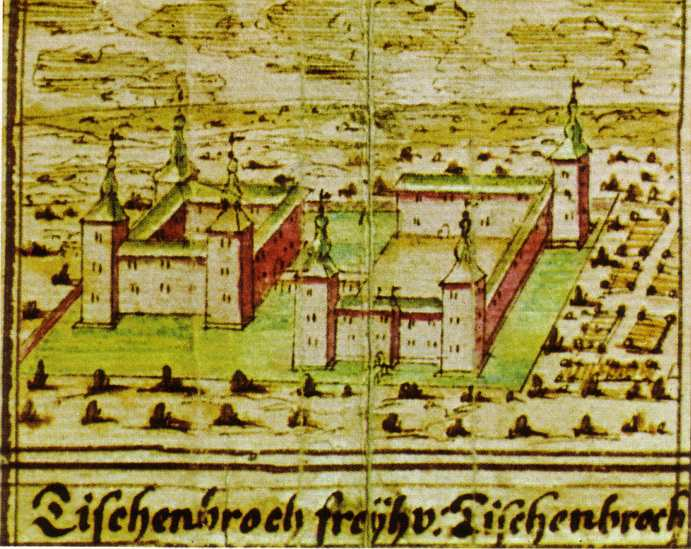
Schloss Tueschenbroich im Codex Welser um 1720

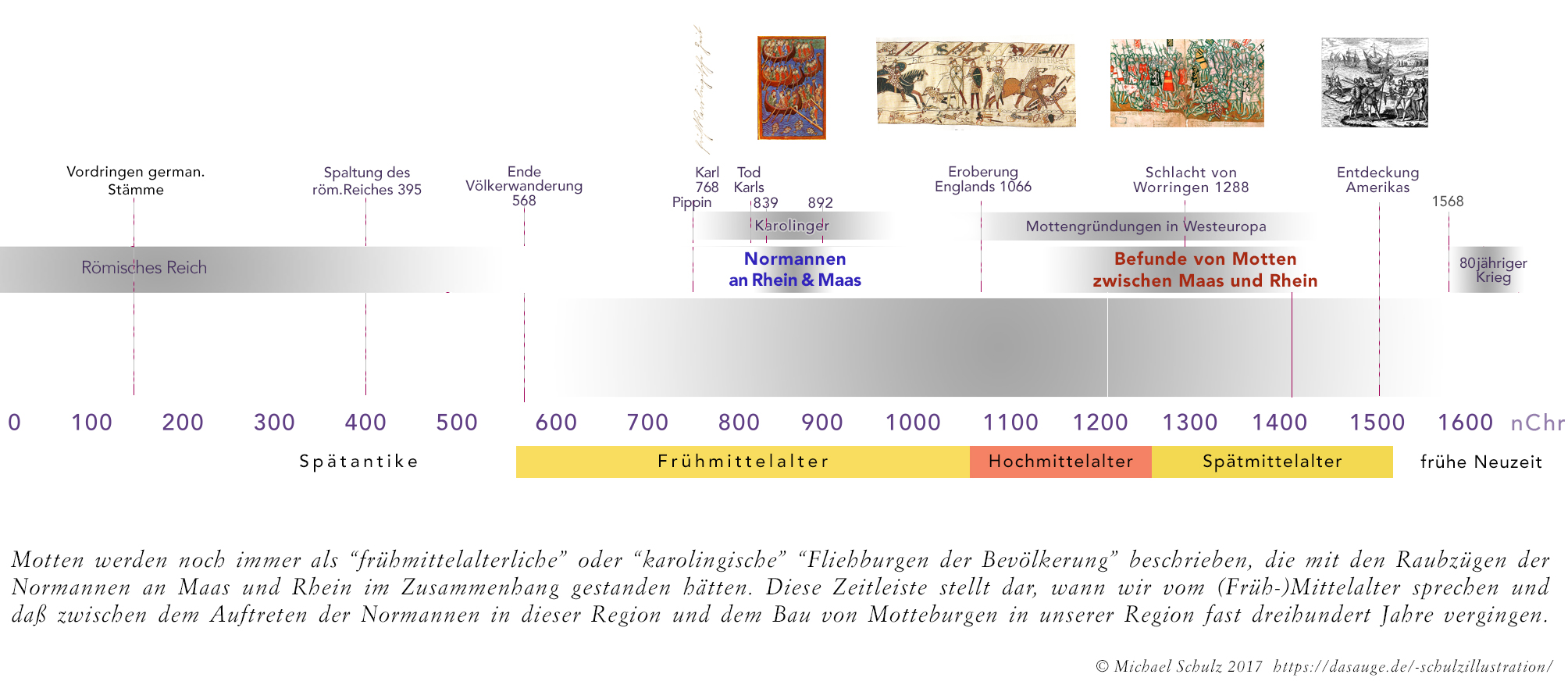
Wann wir von frühmittelalterlich sprechen und wann in Westeuropa nachweislich Motteburgen gegründet wurden.

Schloss Tüschenbroich ist eine Schlossanlage bei dem Dorf Tüschenbroich, etwa 25 km westlich von Mönchengladbach im Quellgebiet der Schwalm.

## Geschichte
Historische Keimzelle war die heute von Bäumen überwachsene, mitten im Mühlweiher befindliche Motte. Diese Motte Tüschenbroich (Bodendenkmal auf einer wahrscheinlich vom Festland durch Graben abgetrennten Insel in der Mitte des Burgweihers) als Wasserburg errichtet und 1172 urkundlich erstmals erwähnt als Thuschinbroc. Die Gebäude sind im Dreißigjährigen Krieg abgebrannt.
Tüschenbroich gehörte zu Wassenberg und später zum Herzogtum Jülich.
1624 kaufte Franz von Spiering das kriegszerstörte Tüschenbroich zum Preis von 24.200 Reichstalern. Er ließ die Anlage als barocke Schlossanlage in Ziegelbauweise neu errichten. Der "Codex Welser", eine illustrierte Bestandsaufnahme aller ritterlichen Lehngüter im Herzogtum Jülich, zeigt 1720 sowohl Hauptburginsel wie die noch heute in Teilen erhaltene Vorburganlage, die später (nach Zerstörungen) zur Hauptburg mutierte.

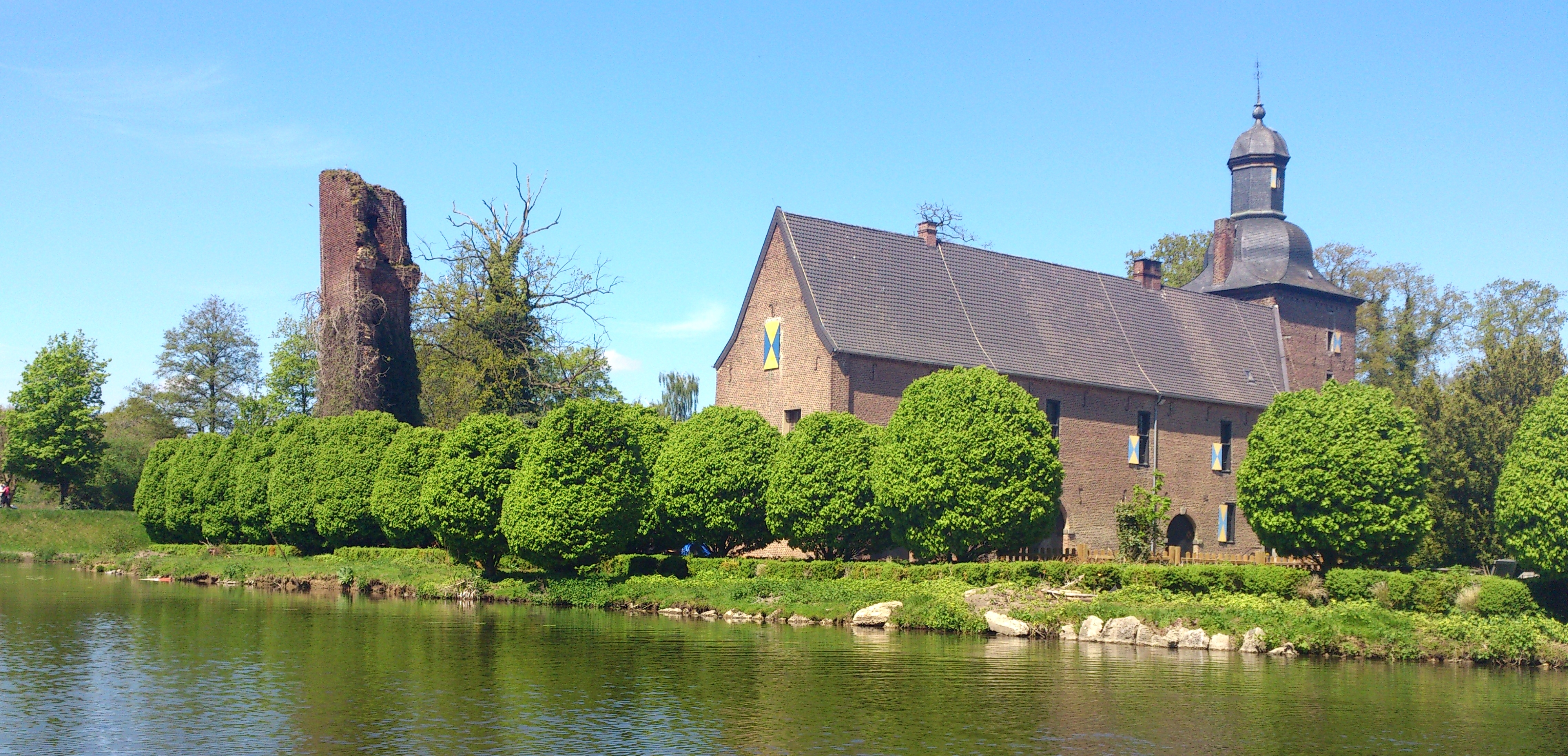
Schloss Tüschenbroich von der Motte aus gesehen

Das Schloss wurde 1876 instandgesetzt, nachdem es bei einem Sturm stark beschädigt worden war.
Schloss Tüschenbroich ist heute in Privatbesitz.

## Wirtschaftsgebäude und Kapelle

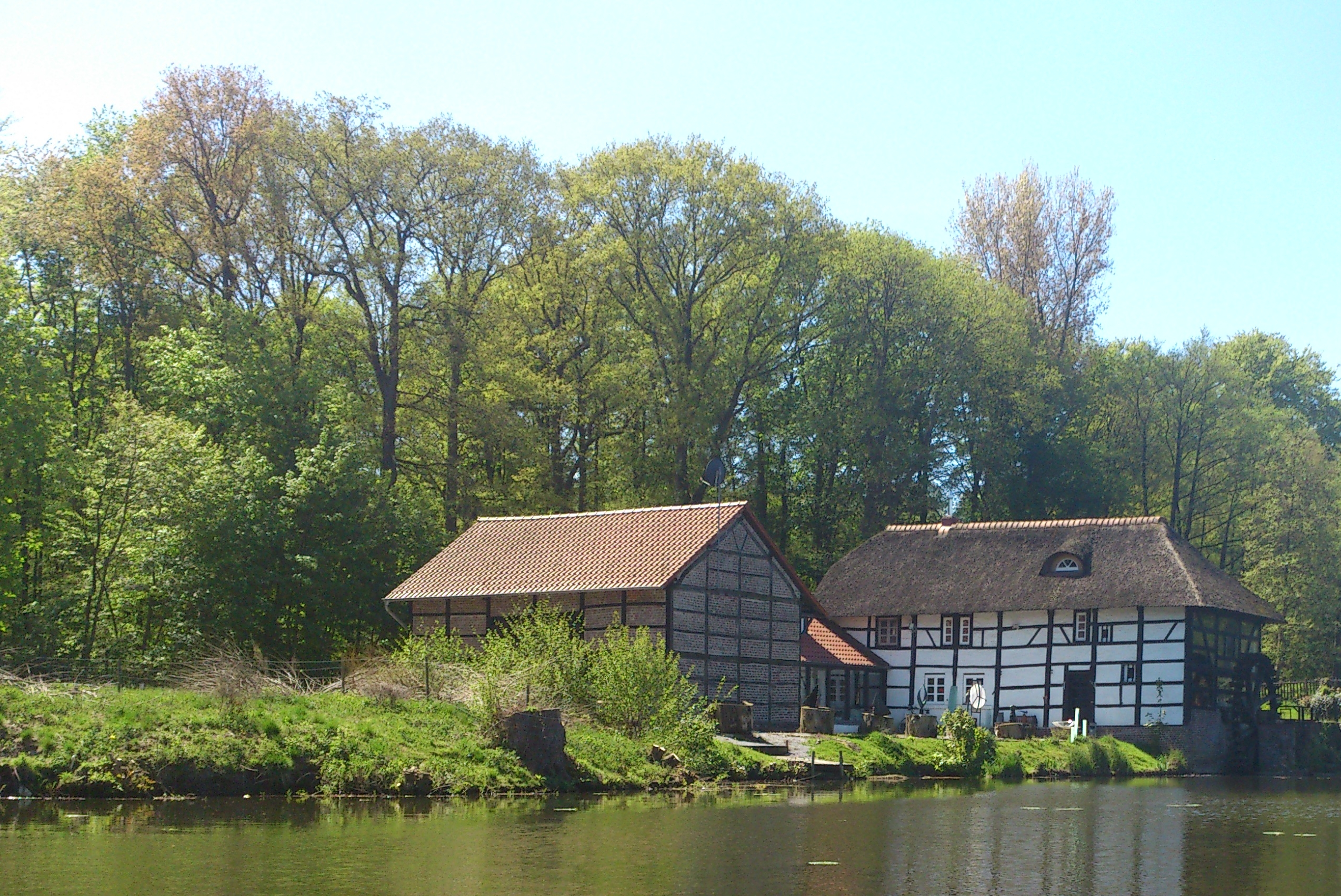
Die Ölmühle des Schlosses Tüschenbroich

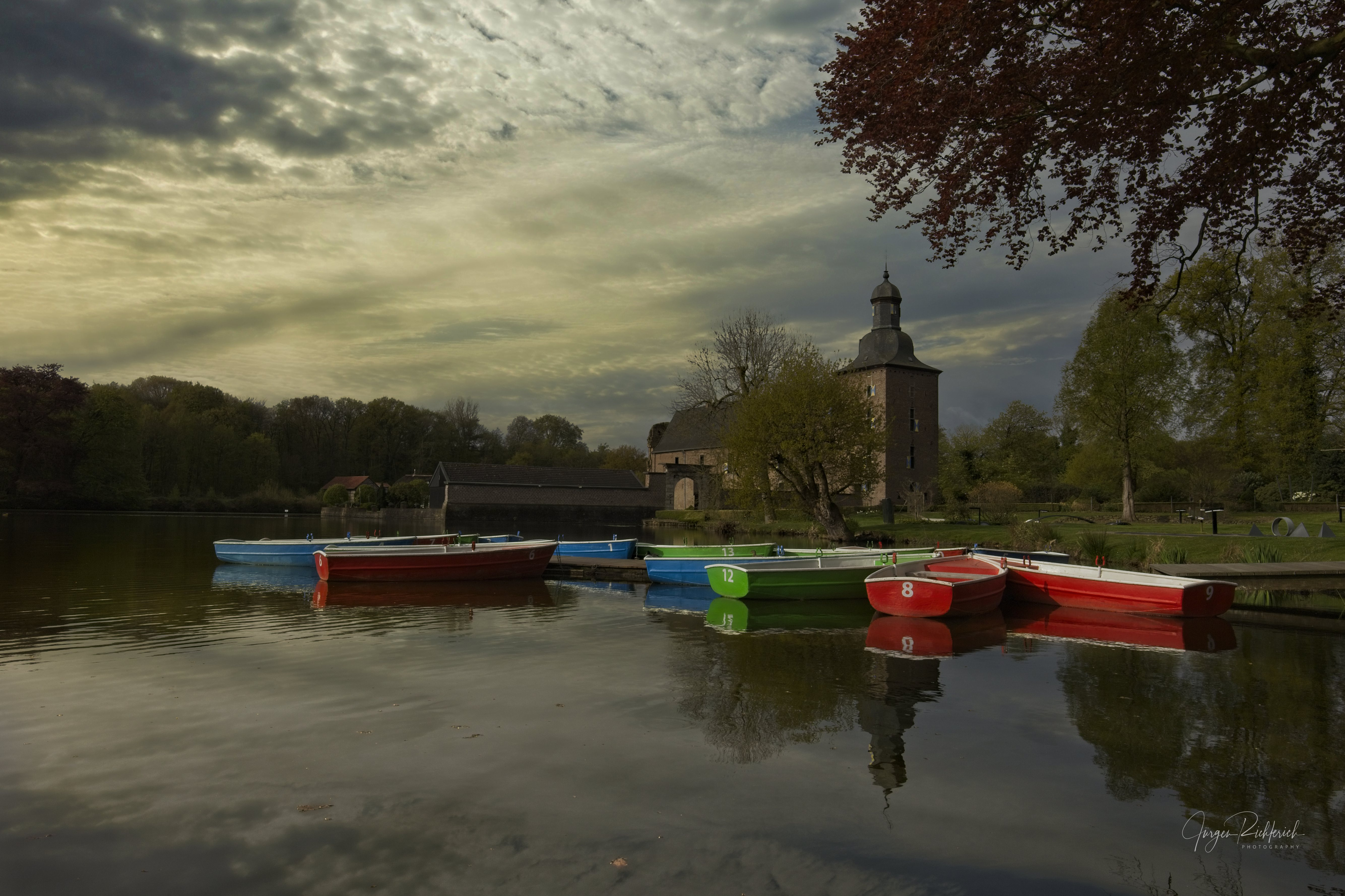
Freizeitanlage am Schloss Tüschenbroich

Zum Schloss gehörte eine Ölmühle, ein reetgedeckter Fachwerkbau des 18. Jahrhunderts mit unterschlächtigem Wasserrad und Kollergang – allerdings wird auch vorher schon eine Mühle an diesem Ort gestanden haben, denn "sie war für die immer geldhungrigen Schloßherren eine sichere Einnahmequelle".
Die Mühle – im Kern aus dem 14./15. Jahrhundert – produzierte bis 1912 Leinöl. Früher arbeitete sie täglich sechs Stunden, doch später litt sie beträchtlich unter dem Wassermangel und ab etwa 1850 wurde täglich nur noch drei Stunden gearbeitet. "Die Ölmühle war wie fast alle Mühlen früher eine Bannmühle, in der aufgrund des Bannrechts die Bewohner eines genau abgegrenzten Gebiets mahlen lassen mußten".
Heute ist sie ein Glaskunstatelier und wird auch für Veranstaltungen genutzt.
Weiter im Tüschenbroicher Wald auf dem Weg nach Geneiken steht die aus dem 17. Jahrhundert (sie wurde um 1640 von Herrn von Spiering erbaut) stammende achteckige, frühbarocke Ulrichskapelle.
Bis zum Ende des Zweiten Weltkrieges (um 1944) befand sich eine Inschrift (als Holzschildchen) über dem Eingang der Ulrichskapelle: „ST. VLLRICHS CAPELLE 1546“. Dies kann aber nicht das Erbauungsjahr der Kapelle sein, da sie kunstgeschichtlich eindeutig ins 17. oder 18. Jahrhundert zu datieren ist. Auch die alte Glocke im Dachreiter, gegossen 1587 vom Aachener Glockengießer Heinrich von Trier, und die geschnitzte Kapellentür deuten darauf hin, dass es einen Vorgängerbau gab, aus dem das Holzschild, die Glocke und die Kapellentür stammen. So wird 1546 eine St. Ullrichskapelle urkundlich zum ersten Male erwähnt und bemerkt, dass sie – in arce – d. h. in der Burg liege. Diese, dem hl. Ulrich geweihte Kapelle stand also jahrhundertelang oben als Burgkapelle auf der runden Insel zu Tüschenbroich. Die Kapellentüre aus Eiche im Renaissancestil ist auch viel älter als die Kapelle selbst, was u. a. dadurch auffällt, dass die Türe mit dem geraden Sturz oben überhaupt nicht in die korbbogenförmige Maueröffnung hineinpasst und auch das Schloss an der Innenseite aus der Renaissance stammt. Da das verschwundene Holzschildchen am Blendrahmen der alten Holztüre angenagelt war, muss diese sehr wahrscheinlich im Jahr 1546 erbaut bzw. angefertigt worden sein. Wann allerdings die St. Ulrichskapelle oben auf dem Burghügel erbaut wurde, aus der vermutlich die Türe, die Glocke und das Holzschildchen stammen, ist nicht mehr bekannt. Urkundlich wird sie erstmals 1456 erwähnt, denn am 14. September 1456 bestätigt der Bischof von Lüttich, dass die St. Ulrichskapelle durch den Burgeigentümer Heinrich von Mehlich neu bestiftet wurde. Zwischen 1624 und 1630 brannte die alte Burg Tüschenbroich auf der runden Insel vollständig aus. Hierbei wird auch die alte Kapelle teilweise zerstört worden sein.

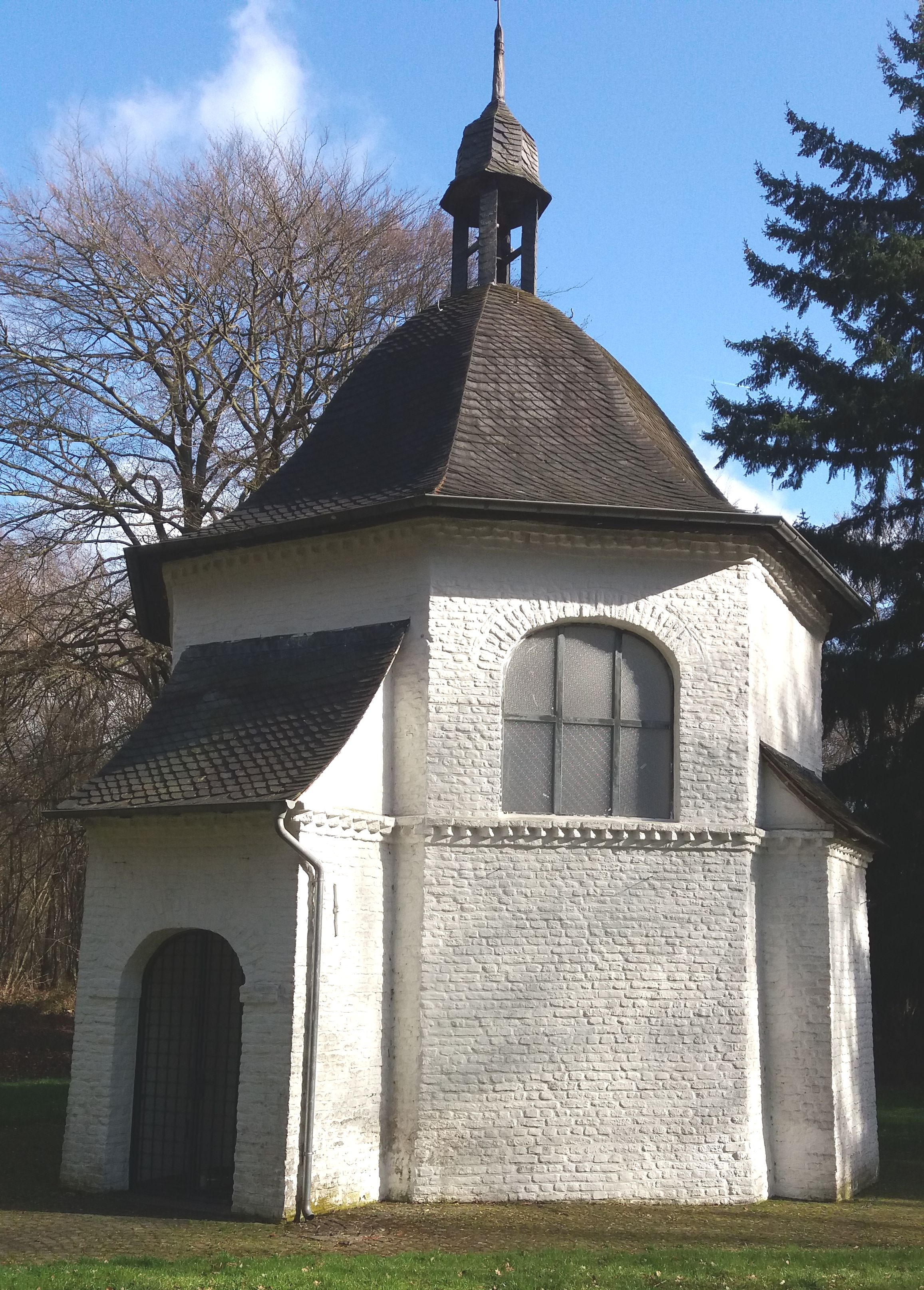
Ulrichskapelle

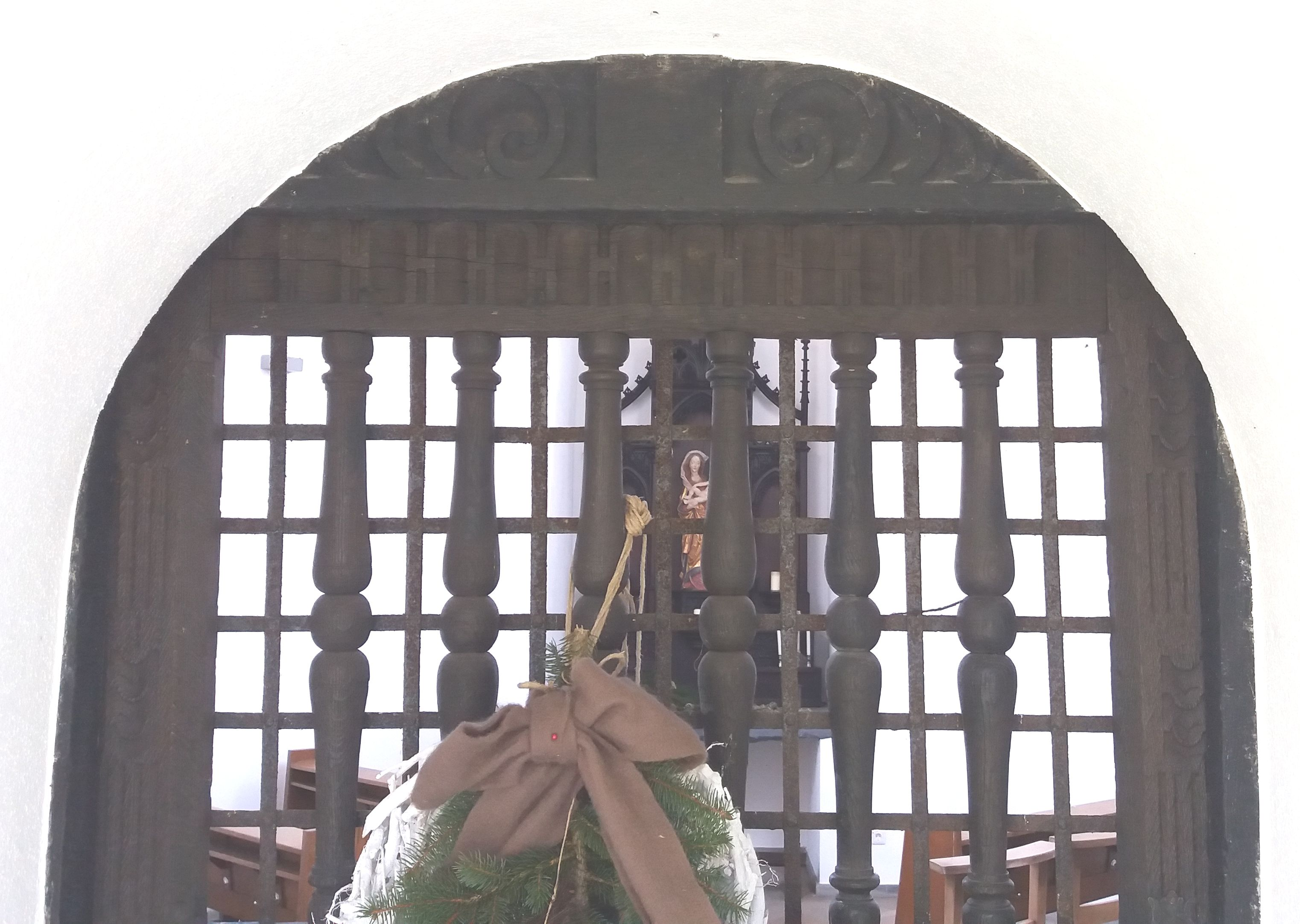
Renaissancetür der Ulrichskapelle

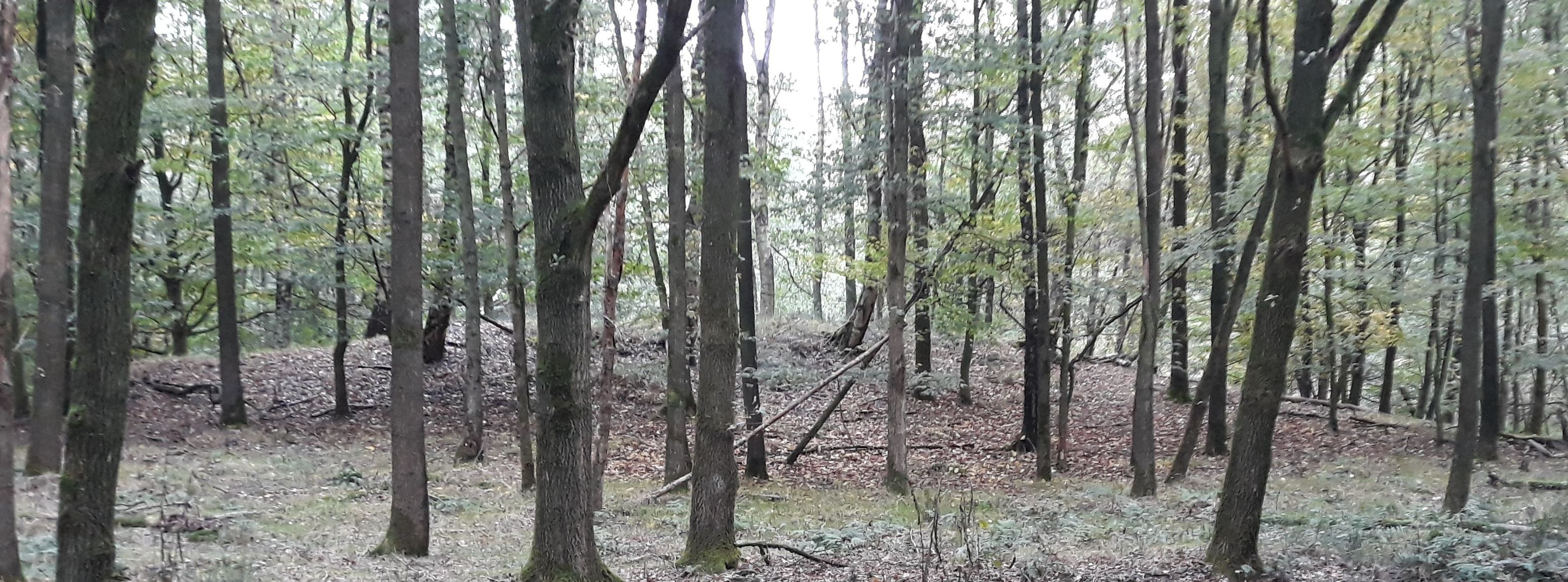
Niederungsmotte im Tüschenbroicher Wald

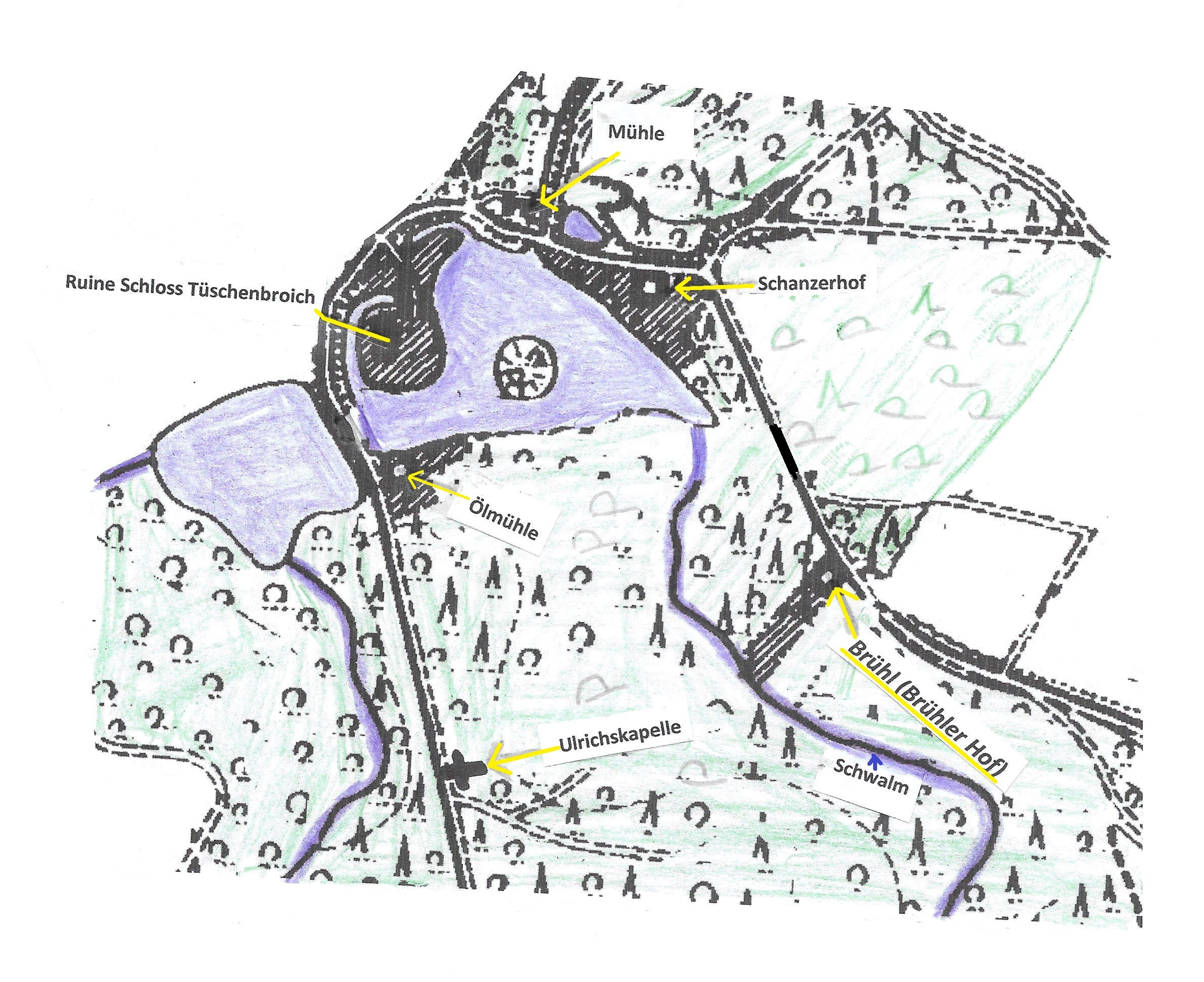
Lage des Brühler Hofes um 1840

Um die St. Ulrichskapelle rankt sich auch die Sage des Grafen Heinrich von Melich, der einen Räuberhauptmann zum Tode verurteilen ließ, ohne zu erkennen, dass es sich um seinen eigenen Sohn Ulrich handelte, den er Jahre zuvor verstoßen hatte.
Am östlichen Rand des Tüschenbroicher Waldes liegt in der Nähe der Schwalm eine weitere Niederungsmotte (51°07'03.2"N 6°16'23.4"E), "die heute als flacher Hügel innerhalb eines verlandeten Grabens im zugewachsenen Gelände des Kummerter Busches erkennbar ist. Die Reste von Gräben, die an dem eigentlichen Mottengraben ansetzen, deuten auf die Existenz einer Vorburg hin, in welcher der wirtschaftliche Teil der Anlage gelegen hat. Diese Form der Anlage ist regelhaft im Rheinland zu beobachten, auch im Wegberger Stadtgebiet gibt es eine ausgesprochen gut erkennbare Motte mit Vorburggelände am Aldeberg in Arsbeck".
Es wird vermutet, dass dieser Wirtschaftshof aufgegeben wurde und ihre Bewohner anschließend den 300 m weiter schwalmabwärts gelegenen "Brühler Hof" gegründet haben, dessen Fundamente 2001 bei Aufforstungsarbeiten gefunden wurden. In der Karte der Preußischen Landesaufnahme von 1846 ist der Brühler Hof noch eingetragen. Erstmals erwähnt wurde er bereits im Jahr 1397 (als "ten Breul") in der Steuerliste der Pfarre Wegberg.
Die zum Schloss gehörige ehemalige Getreidemühle ist zu einem Restaurant umgestaltet worden, das bis zum Ende des Jahres 2022 existierte. Diese Getreidemühle ging schon zwei Jahre früher als die Ölmühle in den Besitz des Justizrates Gormanns über (also 1834). Die Namen der beiden „Tüschenbroicher Mühlen“ zeigen schon an, dass hier Öl- und Getreidemühle stets in zwei unterschiedlichen Gebäuden untergebracht waren. Daran änderte sich auch bis zur Stilllegung der Mühlen nichts. Die Tüschenbroicher Getreidemühle hat einen großen, vorgelagerten Stauweiher, mit dem eine bereits vorhandene Sumpfniederung auch zum Schutz der Burganlage geflutet wurde. Die Motte ist möglicherweise im Nordosten vom Festland abgetrennt und überhöht worden. Sie ist als kegelstumpfförmige Insel, dessen Plateau die hochmittelalterliche Burg trug, zu sehen.
Der tiefergelegene Bau der Kornmühle profitiert von einem Wasser-Gefälle von etwa 2,50 Meter. Das Rad der Tüschenbroicher Mühle ist das einzige oberschlächtige Rad einer Schwalmmühle. Die Mühle hatte früher zwei Mahlgänge, die allerdings nicht beide gleichzeitig laufen konnten. Ein Mahlgang wurde im Schnitt täglich sechs Stunden genutzt. Der neue Eigentümer Jungbluth ließ 1877 die hölzerne Arche abbrechen und durch eine heute noch vorhandene steinerne ersetzen. Der Mühlenbetrieb wurde endgültig im Jahre 1940 eingestellt. Seit 1826 arbeiteten folgende Pächter „auf“ der Mühle: Jakob Werner Dahmen, Stefan Dahmen, Wilhelm Gillißen und zuletzt die Gebrüder Königs. Die Schlossherren von Tüschenbroich waren stets sehr darauf bedacht, dass die umliegenden Bauern auch in der Mühle mahlen ließen. Besonders deutlich wird dieser „Mühlenzwang“ durch das folgende Dokument vom 20. Dezember 1628: „Es wirt sämptliche Einwöhner der Freyherlichkeit Tuschenbroch hiemit unter Straff von drey Goltgulden ahnbefohlen, nirgendt anderst alss zu Tuschenbroch ahn den Zwangmühlen mahlen zu lassen, und würde einer oder ander diesem zuwider handeln, solle derselb so offt solches geschieht in obgemelte drey Goltgulden Straff verfallen sein, ...“ Dieser Mühlenzwang wurde in der Franzosenzeit (Beginn des 19. Jahrhunderts) als ein Relikt der Leibeigenschaft angesehen und schließlich aufgehoben.
Sommerliche Freizeitanlagen am Weiher sind Minigolfplatz, Angelpark und Bootsverleih. Der Tüschenbroicher Wald ist ein beliebtes Naherholungsgebiet für Wanderungen und Fahrradtouren am Südrand des deutsch-niederländischen Naturparks Maas-Schwalm-Nette.